# Warrior Tour
Tournées par Kesha
Get Sleazy Tour
(2011)
Le Warrior Tour (aussi appelé le Warrior World Tour) est la deuxième tournée de la chanteuse américaine Kesha, mise en place afin de promouvoir son deuxième album studio, Warrior (2012). La tournée a débuté le 26 avril 2013 à Syracuse, aux États-Unis et s'achèvera le 24 août 2013 à Essex Junction, aussi aux États-Unis. La tournée comporte 19 dates. Le 22 mars 2013, Kesha annonça sur Twitter que le rappeur américain Pitbull et elle-même allaient collaborer le temps d'une tournée commune en Amérique du Nord, intitulée le North American Tour 2013, qui débutera le 23 mai 2013 à Boston, aux États-Unis, s'achèvera le 28 juin 2013 à Tampa dans le même pays et comportera 21 dates. Il s'agit donc de la « deuxième » plus grosse tournée de Kesha, après son Get Sleazy Tour en 2011.

## Développement
Les fans de Kesha et de Pitbull ont tous pu avoir accès aux places de concert pour la tournée le 27 mars 2013. Citi Cardmembers a démarré le vente des billets le 18 mars 2013 tandis que Live Nation et ses utilisateurs sur mobile n'ont pu y avoir accès qu'à partir du 28 mars 2013. Le grand public n'a eu accès à ces billets que le 29 mars 2013. Kesha et Pitbull ont tous deux annoncé la tournée commune en même temps ; afin de la promouvoir, Kesha a réalisé une vidéo qu'elle a téléchargé via son compte YouTube et Pitbull a publié des photos sur Facebook. Beaucoup de stations de radio dans le monde ont offert des places et ont également fait la promotion de la tournée. Les billets sont maintenant disponibles sur le site Web de Live Nation et Ticketmaster. Des packs VIP et Meet and Greet (rencontre, uniquement disponible en Amérique du Nord) sont disponibles et les sièges de platine officiels sont également disponibles. Les deux artistes avaient déjà collaboré auparavant sur la chanson Girls extraite de l'album Rebelution de Pitbull.

## Première partie
- Justice Crew (Amérique du Nord – Partie 1)
- Jump Smokers! (Amérique du Nord – Partie 1)
- Fuse ODG (Royaume-Uni)
- Raego (République tchèque)
- Mista (République tchèque)
- Semi Precious Weapons (Amérique du Nord – Partie 2)
- Mike Posner (Amérique du Nord – Partie 2)
- DJ Karma (Amérique du Nord – Partie 2)

## Dates et lieux des concerts
| Amérique du Nord    |                |                    |                              |
| 26 avril 2013       | Syracuse       | États-Unis         | Block Party                  |
| 29 mai 2013         | Portsmouth     | États-Unis         | nTelos Wireless Pavilion     |
| 8 juin 2013         | Cincinnati     | États-Unis         | Horseshoe Casino Cincinnati  |
| Europe              |                |                    |                              |
| 13 juin 2013 [A]    | Newport        | Royaume-Uni        | Voir note                    |
| Amérique du Nord    |                |                    |                              |
| 19 juin 2013        | Phoenix        | États-Unis         | Desert Sky Pavilion          |
| Europe ,            |                |                    |                              |
| 3 juillet 2013 [B]  | Cork           | Irlande            | The Docklands                |
| 5 juillet 2013 [C]  | Werchter       | Belgique           | Pyramid Marquee              |
| 6 juillet 2013 [D]  | Aalborg        | Danemark           |                              |
| 7 juillet 2013      | Stockholm      | Suède              | Gröna Lund                   |
| 9 juillet 2013      | Amsterdam      | Pays-Bas           | Paradiso                     |
| 10 juillet 2012     | Luxembourg     | Luxembourg         | Den Atelier                  |
| 12 juillet 2013 [E] | Londres        | Royaume-Uni        | Queen Elizabeth Olympic Park |
| 13 juillet 2013 [F] | Kinross        | Écosse             | Balado Park                  |
| 15 juillet 2013     | Londres        | Royaume-Uni        | O2 Academy Brixton           |
| 16 juillet 2013     | Paris          | France             | Le Trianon                   |
| 18 juillet 2013     | Prague         | République tchèque | SaSaZu                       |
| 19 juillet 2013     | Vienne         | Autriche           | Gasometer                    |
| 21 juillet 2013     | Istanbul       | Turquie            | Parkorman                    |
| Amérique du Nord    |                |                    |                              |
| 10 août 2013 [G]    | Bethlehem      | États-Unis         | Sands Steel Stage            |
| 17 août 2013 [H]    | Springfield    | États-Unis         | Illinois State Fairgrounds   |
| 24 août 2013 [I]    | Essex Junction | États-Unis         | Champlain Valley Exposition  |